# José Sierra (Fußballspieler)
José Sierra (* 3. März 1931 in Mexiko-Stadt), auch bekannt unter dem Spitznamen El Chato, ist ein ehemaliger mexikanischer Fußballspieler auf der Position des Torwarts.  

## Laufbahn
„Chato“ Sierra stand zu Beginn der 1950er Jahre bei seinem „Heimatverein“ Atlante unter Vertrag, kam aber hinter dem Stammtorhüter Salvador Mota nur selten zum Einsatz. Einen seiner wenigen Einsätze für die Potros absolvierte er am 6. April 1952 im letzten Pokalspiel der Endrundengruppe der Pokal-Saison 1951/52, als der CF Atlante durch einen 2:0-Erfolg gegen den Puebla FC den mexikanischen Pokalwettbewerb gewann. Beim nur eine Woche später ausgetragenen Supercup gegen den Meister León FC (1:0) hütete dann wieder der eigentliche Stammtorwart Salvador Mota das Tor.